# Ніколо-Теребенська пустеля
Ніколо-Теребенська пустеля — монастир Російської православної церкви, що знаходиться в селищі Трудівник (колишня назва Теребенев) Максатіхінского району Тверської області. Заснований в ім'я Миколи Чудотворця в другій половині XVIII століття як чоловічий. У 1930-х роках закритий, з середини 1990-х років відроджується як жіночий. 

## Історія

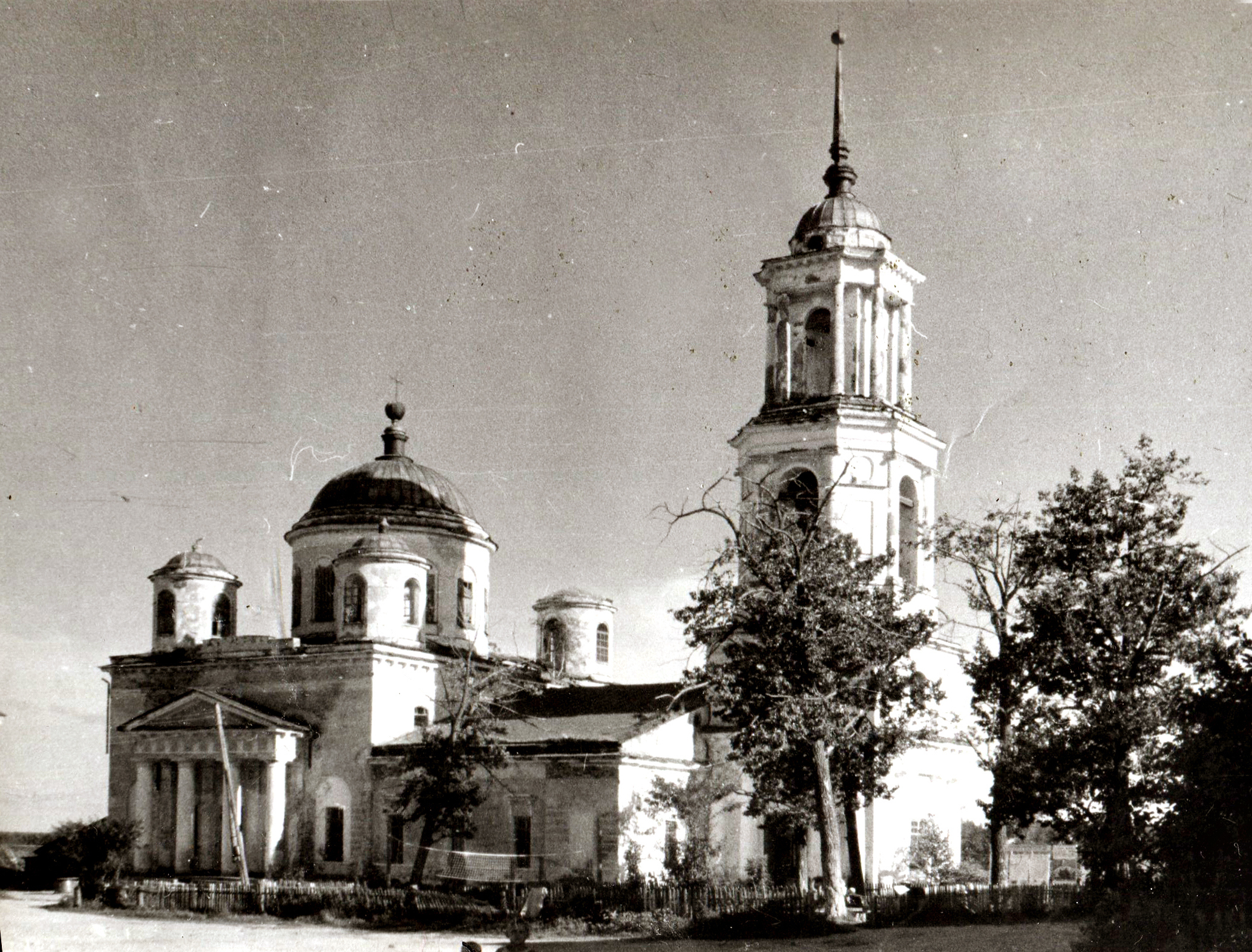
Нікопольська церква в 1972 році.

У 1492 році поміщик Михайло Обудков влаштував в селі Теребенев дерев'яний храм на честь Миколи Чудотворця. Згідно з переказами, образ святого Миколая, що зберігався в ній, неодноразово залишав храм і переносився сам собою до джерела на березі Мологи. На цьому місці було встановлено дерев'яний храм, який став центром парафії села, в якому згодом була утворена пустеля. 
У XVI столітті село належало великому князю Володимиру Андрійовичу Хороброму. Збереглися відомості про те, що до смутних часів пустеля вже існувала, однак була розорена поляками і повністю знищена: «обростѣ потом' чащею лѣсовною і бисть порожня» до того, як в 1611 році  чернець Онуфрій не став першим після розорення насельником, викопавши на попелищі за допомогою поміщика села Топальської з боярського роду Артемія МОЗівських печеру. Він, проте, також покинув це місце. В 1641 році заонежский ієромонах Авраамій, якому допомагав все той же Артемій Мозовський, відновив на місці спаленого храму каплицю. В ході її споруди на розвалинах сільського храму був виявлений цілим і неушкодженим той самий образ святого Миколая, в честь якого храм був побудований в 1492 році. Це сподвигло будівельників спорудити храм замість каплиці, і оселитися на місці знаходження ікони. Через деякий час до Авраамія і Артемія приєднався колишній селянин князя Федора Мещерського ієромонах Феодосій. Разом з ним була побудована нова дерев'яна церква в честь Благовіщення Пресвятої Богородиці, освячена з благословення митрополита Новгородського Аффонія, так як колишня перестала вміщати численних парафіян та паломників. У 1657 році за ігумені Нафанаїлом дерев'яні церкви були замінені кам'яними — в ім'я святителя Миколая з боковим вівтарем Благовіщення Пресвятої Богородиці, і в честь преподобного Олександра Свірського. Обидві вони згодом були розібрані і замінені новими. 
До 1860 року монастир був оточений стіною з вежами довжиною в 260 сажнів. 
До 1908 року обитель була небагатолюдно, однак при ній функціонував притулок для бідних і старих священнослужителів Російської церкви. Монастир управлявся архімандритом. 
До 1917 року монастирю належало 1350 га землі, в ньому проживало близько 40 насельників. Після закриття монастиря радянською владою Нікольський собор уцілів, оскільки використовувався радгоспом спочатку як сховище добрив, а пізніше — як спортивний зал. 
|                                          | Чин і посаду          | ім'я                                  | роки згадки                      |
| ---------------------------------------- | --------------------- | ------------------------------------- | -------------------------------- |
| В період існування чоловічого монастиря: |                       |                                       |                                  |
| 1                                        | ієромонах             | Авраамій                              | 1641, 1654                       |
| 2                                        | ігумен                | Натанаїл                              | тисяча шістсот п'ятьдесят-сім    |
| 3                                        | будівельник ієромонах | Леонід                                | 1664, 1665                       |
| 4                                        | будівельник ієромонах | Мисаїл                                | 1667-1702                        |
| 5                                        | ігумен                | Яків                                  | 1704                             |
| 6                                        | архімандрит           | Тарасій                               | 1705-1710                        |
| 7                                        | архімандрит           | Адріан                                | 1710-1719                        |
| 8                                        | будівельник ієромонах | Антоній                               | 1720-1740                        |
| 9                                        | архімандрит           | Макарій                               | 1741-1742                        |
| 10                                       | ігумен                | Герасим                               | 1743-1749                        |
| 11                                       | будівельник ієромонах | Корнилій                              | 1750-1752                        |
| 12                                       | ігумен                | Мисаїл                                | 1753-1755                        |
| 13                                       | ігумен                | Феодосій                              | 1756-1759                        |
| 14                                       | ігумен                | Микола                                | 1759-1764                        |
| 15                                       | архімандрит           | Іоанін                                | 1765-1766                        |
| 16                                       | ігумен                | Діонісій                              | 1767-1772                        |
| 17                                       | будівельник           | Феодосій                              | 1772-1775                        |
| 18                                       | будівельник           | Ієронім                               | 1776-1790                        |
| 19                                       | будівельник           | Варлаам                               | тисячі сімсот дев'яносто одна    |
| 20                                       | будівельник           | Гавриїл                               | 1795-1798                        |
| 21                                       | будівельник           | Арсеній                               | 1798-1806                        |
| 22                                       | будівельник           | Саватій                               | 1806-1808                        |
| 23                                       | будівельник           | Гедеон                                | 1809-1811                        |
| 24                                       | будівельник           | Макарій                               | 1812-1819                        |
| 25                                       | ігумен                | Серафим                               | 1819-1827                        |
| 26                                       | ігумен                | Серафим                               | 1827-1833                        |
| 27                                       | будівельник           | Сергій                                | 1833-1834                        |
| 28                                       | будівельник           | Гавриїл                               | 1834-1835                        |
| 29                                       | будівельник           | Сергій                                | 1835-1853                        |
| 30                                       | будівельник           | ІлІодор                               | 11 вересня 1853 - не раніше 1860 |
| В період існування жіночого монастиря:   |                       |                                       |                                  |
| 31                                       | ігуменя               | Ольга (Назмутдінова Тетяна Сергіївна) | c 2004                           |

## Бежецький хресний хід
Бежецкий хресний хід в обителі починався 23 червня і закінчувався 12 липня за старим стилем  . Чудотворний образ 23 червня через обителі через найближчі селища проносився в село Лощемлю, 24 червня - в Раєвського, 25 - в Ворожебское, 26 - в Максатиха, 27 - виносився для богослужіння на Мологу. Після цього образ на човні доставлявся в села Рибинське і Єськов . 28 червня в Есках відбувався молебень, після чого 29 червня образ на човні перевозили на цвинтар Узмень, а потім - в Алабазіно. Опівдні 30 червня образ урочисто ввозили по Мологе в Бежецьк, який зустрічав ікону дзвоном, і залишали в Спаському кафедральному соборі. Кілька наступних днів ікону носили вулицями міста, влаштовуючи молебні та освячення води. 5 або 6 липня з іконою святого Миколая обходили хресним ходом місто Бежецьк в пам'ять про позбавлення від чуми в 1654 році . Нарешті, 8 липня після літургії тура з образом починала шлях назад в Ніколо-Теребенскую пустель через цвинтар Узмень, села Чижове, Єськов і Топальської. Ікона поверталася в монастир 12 липня. 

## Святині монастиря
У пустелі знаходилися дві чудотворні ікони - святителя Миколая і Теребенской Божої Матері . Свято на честь останньої проводився щорічно 14 травня (22 квітня). Ікона була загублена під час розорення монастиря і пожеж, і, можливо, виявилася згодом в ризниці Софійського собору в Великому Новгороді  . Справжній список з неї знаходився в пустелі з 1855 року . 
У роки радянської влади святині були збережені, незважаючи на закриття монастиря. В даний час в монастирі зберігаються чудотворна ікона святителя Миколая, ікона Теребенской Божої Матері і великомученика і цілителя Пантелеймона  . У підземній церкві в ім'я Олександра Свірського зберігається ікона "Блаженна утроба"  . 

## Будівлі
- Нікопольська церква . Побудована в 1835 році на кошти монастиря, освячена посилання - 1 жовтня (19 вересня) 1838 року . Мала 24 сажні в довжину і 11 - завширшки. П'ятиглава, з двоярусною дзвіницею заввишки 17 сажнів [2] .
- Благовіщенська церква . Закладена в 1706 році, освячена в ім'я Якова Боровичского. Під час будівництва було перейменовано в Благовіщенську, а ім'я Якова Боровичского отримав приділ . При церкві знаходилася трапезна і кухня. На верхньому поверсі були розташовані келії, котрі допомагали на церкву руйнівний вплив. Почали з'являтися тріщини в зведенні і в 1881 році храм довелося розібрати. Нова Благовіщенська церква з боковим вівтарем на честь святителя Арсенія єпископа Тверського була закладена 9 травня 1882 року і освячена в 1883 році.

Церква має головний купол блакитного кольору і 12 малих куполів з меншими главами і хрестами, що вінчають пілястри, розташовані попарно навколо стін церкви на честь дванадцяти апостолів, осяяних главою, яка уособлювала Ісуса Христа . Престол : в честь Благовіщення (освячений 9 жовтня 1883 архієпископом Тверським і Кашинським Савою), боковий вівтар : Арсенія Тверського (освячений 4 грудня 1883 настоятелем ігуменом Арсенієм). У церкві знаходиться чудотворний образу Миколи Чудотворця. 
- Церква Стрітення Господнього (не збереглася). Тепла кам'яна надбрамна церква з 1 престолом, побудована в 1754–1757 роках. Мала 6 сажнів у довжину і 4 в ширину. Була, згідно настінного написи, побудована коштом полковника Івана Мойсейовича Невельського в пам'ять його померлого сина Пилипа[2] .
- Церква Преподобного Олександра Свірського, побудована імовірно в 1757 році. Спочатку була побудована над східними воротами. Згодом була розібрана, а в ім'я Олександра Свірського освятили в середині XVIII століття підземна церква.
- Настоятельский і братський корпуси (40–50-ті роки XIX століття).

В даний час підлягають реконструкції Нікольський собор, Благовіщенська церква, церква преподобного Олександра Свірського, настоятельскій і братський корпуси і стіни монастиря. 